# 濱邊美波
濱邊美波（日语：／ Hamabe Minami */?，2000年8月29日—）是日本女演員，石川縣出身，現為東寶藝能旗下藝人。2011年參加东宝「灰姑娘」甄选而踏入演藝圈。

## 經歷
2011年參與東寶藝能舉辦的「東寶灰姑娘」試鏡會並獲得新世代獎，得以進入演藝界。同年首次主演電影《空色物語》。
2015年5月25日發行第一本個人寫真集《瞬間》，並在9月播出的電視劇《我們仍未知道那天所看見的花名。》中飾演本間芽衣子開始受到矚目。
2016年在人氣麻將漫畫《天才麻將少女》真人化連續劇中飾演主角宮永咲，為首次主演電視劇。
2017年主演住野夜的暢銷小說《我想吃掉你的胰臟》的真人化電影，飾演患有胰臟癌的女高中生山內櫻良得到好評而聲名大噪，並獲得了「第42屆報知電影獎」最佳新人獎、「第30屆日刊體育電影大獎」新人獎、「第41屆日本電影學院獎」新人演員獎。該片在日本累積票房35.2億日圓，為該年度日本本土電影票房第4名。
2018年1月主演人氣漫畫《狂賭之淵》真人化連續劇開播，劇中飾演神秘的轉學生蛇喰夢子不但擅長賭博，更是喜愛享受風險的賭博狂人。8月公布《狂賭之淵》第2季電視劇及電影將於2019年上映。8月1日與竹內涼真雙主演電影《老師君主》公開上映。
2019年2月從堀越高等學校畢業，選擇專心演員的工作。5月主演的電影《狂賭之淵》上映。
2020年3月主演的電視劇《不在場證明破解少女》平均收視率4.7％，創下朝日電視台土曜深夜劇時段的平均收視新高。

## 出演

### 電視劇
- 車上的兩人〜TOKYO DRIVE STORIES（日语：クルマのふたり〜TOKYO DRIVE STORIES） 特別篇「邂逅時間」（2012年3月31日，TwellV）：飾演 奧村瞳[16]
- 浪花少年偵探團（2012年7月2日－9月17日，TBS電視台）：飾演 朝倉奈奈
- 女信長 第一夜（2013年4月5日，富士電視台）：飾演 阿市（幼少期）
- 我存在的時間（2014年1月8日－3月19日，富士電視台）：飾演 桑島堇[17]
- 坂道之家（日语：坂道の家#2014年版）（2014年12月6日，朝日電視台）：飾演 杉田惠理子（少女時期）
- 連續電視小說（NHK）
  - 小希（2015年4月20日－22日）：飾演 桶作麻美
  - 爛漫（2023年4月3日－9月29日）：飾演 槙野壽惠子[18]
- 我們仍未知道那天所看見的花名。（2015年9月21日，富士電視台）：飾演 本間芽衣子[19]
- 無痛～診斷之眼～（2015年10月7日－12月16日，富士電視台）：飾演 南里美[20]
- 必殺仕事人2016（日语：必殺仕事人2016）（2016年9月25日，朝日電視台）：飾演 阿絹
- 咲-Saki-（2016年12月5日－26日，MBS電視台）：主演 宮永咲
  - 咲-Saki-特別篇（2017年1月10日）
  - 咲-Saki-阿知賀編 episode of side-A 特別編（2018年1月8日）：飾演 宮永照
- 超級上班族左江內氏 第3集（2017年1月28日，日本電視台）：飾演 真中亞里沙
- 世界奇妙物語（富士電視台）
  - 2017年春季特別篇「接龍家族」（2017年4月29日）：飾演 村上優奈
  - 2019年雨之特別篇「大根侍」（2019年6月8日）：主演 立川[21]
- 狂賭之淵：主演 蛇喰夢子
  - 第一季（2018年1月15日－3月19日，MBS、TBS）
  - 第二季（2019年4月1日－29日，MBS、TBS）
  - 狂賭之淵·雙（2021年3月26日－4月16日，Amazon Prime Video）（客串）
- 搶救飯店大作戰（日语：崖っぷちホテル!）（2018月4月15日－6月17日，日本電視台）：飾演 鳳來春
- 我是大哥大!!「第八集」（2018年12月2日，日本電視台 ）：飾演 軟葉高中新生[22]
- 大奧 最終章（日语：大奥_(フジテレビの時代劇)#2019年版『大奥_最終章』）（2019年3月25日，富士電視台）：飾演 竹姬（淨岸院（日语：浄岸院））[23]
- Pure！～一日偶像署長的事件簿～（日语：ピュア! 〜一日アイドル署長の事件簿〜）（2019年8月13日－15日，NHK綜合）：主演 黑薔薇純子[24]
- 不在場證明破解少女（日语：アリバイ崩し承ります）（2020年2月1日－3月14日，朝日電視台）：主演 美谷時乃[25]
- 我們的愛情不正常（2020年8月12日－9月30日，日本電視台）：主演 花岡七櫻〈與橫濱流星雙主演〉[26]
- Talio 代理復仇的兩人（日语：タリオ 復讐代行の2人）（2020年10月9日－11月20日，NHK）：主演 白澤真實〈與岡田將生雙主演〉[27]
- 我家女兒交不到男朋友！！（2021年1月13日－3月18日，日本電視台）：飾演 水無瀨空[28]
- 24小時電視 「愛心救地球」 讓學生人生重生的學校（日语：生徒が人生をやり直せる学校）（2021年8月21日，日本電視台）：飾演 岡部薰子[29]
- Dr. White（2022年1月17日－3月21日，關西電視台、共同電視）：主演 雪村白夜 / 澤木朝繪[30]
- 奥利弗是狗，（天哪！！）这家伙（日语：オリバーな犬、 (Gosh!!) このヤロウ） 第二季（2022年9月20日 - 10月4日、NHK综合）饰演 吹枝あやめ
- 大河劇 豐臣兄弟！（2026年1月－，NHK）：飾演 寧寧

### 電影
- 空色物語「螞蟻與情書」（2011年11月29日，東寶）：主演 文香[31]
- 逆轉裁判（2012年2月11日）：飾演 綾里千尋（幼年）
- 世田谷區，39丁目（2014年3月8日）：飾演 橘澪
- 王牌大騙局（日语：エイプリルフールズ）（2015年4月1日）：飾演 江藤理香
- 電影版妖怪手錶：飛天巨鯨與兩個世界的大冒險喵！（2016年12月17日）：飾演 南海佳奈美
- 咲-Saki-（2017年2月3日）：飾演 宮永咲
- 我想吃掉你的胰臟（2017年7月28日）：主演 山內櫻良〈與北村匠海雙主演〉
- 亞人（2017年9月30日）：飾演 永井慧理子
- 天才麻將少女 阿知賀篇 episode of side-A（2018年1月20日）：飾演 宮永照
- 鄰座的怪同學（2018年4月27日）：飾演 大島千鶴
- 老師君主（2018年8月1日）：飾演 佐丸阿由叶
- 狂賭之淵（2019年5月3日）：主演 蛇喰夢子
  - 狂賭之淵2：絕體絕命俄羅斯輪盤（2021年6月1日）[32]
- 阿基米德大戰（2019年7月26日）：飾演 尾崎鏡子[33]
- 屍人莊殺人事件（2019年12月13日）：飾演 劍崎比留子[34]
- 交錯的想念（2020年8月14日）：主演 山本朱里[35]
- 別對映像研出手！（2020年9月25日）：飾演 晴子[36]
- 約定的夢幻島（2020年12月18日）：主演 艾瑪[37]
- 终归大海（日语：やがて海へと届く#映画）（2022年4月1日）：飾演 卯木菫
- 新·假面騎士（2023年3月18日）：飾演 綠川瑠璃子
- 哥吉拉-1.0（2023年11月3日）：飾演 大石典子
- 无声的爱（日语：サイレントラブ）（2024年1月26日）：飾演 美夏
- 如果德川家康成为总理大臣（日语：もしも徳川家康が総理大臣になったら#映画）（2024年7月26日）：主演 西村理沙
- 六个说谎的大学生（日语：六人の嘘つきな大学生#映画）（2024年11月22日）：主演 島衣織
- 地下忍者（2025年1月24日）：飾演 野口彩花
- 不久，就要永别了（2026年2月）：主演 清水美空（與目黑蓮雙主演）

### 配音

#### 電視動畫
- ONE PIECE 特別篇 ～黃金之心～（2016年7月16日）：配音 米斯奇那·奧爾嘉
- 蜡笔小新（2023年3月18日、朝日電視台） - 飾演 綠川瑠璃子

#### 動畫電影
- HELLO WORLD（2019年9月20日，東寶）：配音 一行瑠璃[38]
- 交錯的想念（2020年9月18日，東寶）：配音 女學生・千代[39]
- 名侦探柯南：绯色的弹丸（2021年4月16日，東寶）：配音 石冈艾莉[40]
- 金之國 水之國（2023年1月27日，華納兄弟影片）：主演 莎拉[41]

### 網路劇
- 能登的新娘、在那之後（2012年7月6日）：飾演 炭田美波[42]
- 岌岌可危飯店！～本日的客人是宇海直哉～（日语：崖っぷちホテル!）（2018年6月17日 ，Hulu）：飾演 鳳來春
- 不在場證明破解少女（日语：アリバイ崩し承ります） 特別篇 鐘錶店偵探與爺爺的不在場證明 前篇、後篇（2020年3月7日、14日，AbemaTV）：主演 美谷時乃[43]

### 音樂錄影帶
- 黑沼英之（2013年11月20日）
- GLAY（2016年1月25日）
- Aimer
  - 「花の唄」（2017年10月11日）
  - 「I beg you」（2019年1月5日）
  - 「春はゆく」（2020年2月1日）
- TWICE「I WANT YOU BACK 『SENSEI KUNSHU × TWICE』ver.（日语：帰ってほしいの）」（2018年6月26日）

## 書籍

### 寫真集
- 第7回東宝シンデレラ寫真集『Afterschool コバルトデイジー』（2014年2月4日，ギャンビット，攝影：小林幹幸）ISBN 978-4907462024
- 浜辺美波寫真集『瞬間』（2015年5月25日，ワニブックス，攝影：西田幸樹）ISBN 978-4847047558
- 浜辺美波寫真集『voyage』（2017年8月29日，KADOKAWA，撮影：細居幸次郎）ISBN 978-4048959971
- 浜辺美波寫真集『20』（2021年10月27日，講談社）ISBN 978-4065197240

### 隨筆寫真集
- （2019年11月12日，日経BPマーケティング）－ 將雜誌上的連載單行本化[44]
- 夢追い日記（2021年3月30日，北國新聞社） - 将11歲到19歳在北國新聞社發行的「北國こども新聞」上連載的「浜辺美波 キラリ通信」單行本化

### 日曆
- 浜辺美波 2016年 カレンダー（2015年10月，トライエックス）
- 浜辺美波 2018カレンダーブック（2017年9月5日，KADOKAWA）ISBN 978-4047348585
- 浜辺美波 2019カレンダーブック（2018年8月29日，KADOKAWA）ISBN 978-4047352391
- 浜辺美波 2020カレンダーブック（2019年8月29日，KADOKAWA）ISBN 978-4047357549[45]
- 浜辺美波 カレンダー 2021.04-2022.03（2021年3月2日，KADOKAWA）ISBN 978-4047364028
- 浜辺美波 カレンダー 2022.04-2023.03（2022年2月10日，KADOKAWA）ISBN 978-4048971454
- 浜辺美波 カレンダー 2023.04-2024.03（2023年3月14日，KADOKAWA）ISBN 978-4048975759
- 浜辺美波 カレンダー 2024.04-2025.03（2024年1月31日，KADOKAWA）ISBN 978-4048976855

## 獎項
- 2015年
  - 第2屆CONFiDENCE日劇大獎 新人獎（無痛）
- 2017年
  - 第42屆報知電影獎 最佳新人（我想吃掉你的胰臟）[9]
  - 第30屆日刊體育電影大獎 新人獎（我想吃掉你的胰臟）
  - 第41屆日本電影學院獎 新人演員獎（我想吃掉你的胰臟）[10]
  - 第22屆日本網路電影大獎 新人獎（咲-Saki-、我想吃掉你的胰臟、亞人）
- 2018年
  - 第25屆年度最佳微笑獎（日语：ベストスマイル・オブ・ザ・イヤー）[46]
- 2019年
  - 第30屆日本年度最佳珠寶配帶獎（日语：国際宝飾展#日本ジュエリーベストドレッサー賞）（10代部門）[47]
- 2021年
  - 黃金飛翔獎（日语：エランドール賞）新人賞[48]
- 2024年
  - 第66屆藍絲帶獎最佳女配角（新·假面騎士、哥吉拉-1.0）[49]

## 音樂

### 單曲
| 發行日       | 商品名                    | 演唱           | 曲               | 備註                     |
| ------------ | ------------------------- | -------------- | ---------------- | ------------------------ |
| 2017年2月1日 | きみにワルツ／NO MORE CRY | 清澄高中麻將部 | 「きみにワルツ」 | 電視劇《咲-Saki-》片頭曲 |
| 2017年2月1日 | きみにワルツ／NO MORE CRY | 清澄高中麻將部 | 「NO MORE CRY」  | 電視劇《咲-Saki-》片尾曲 |

## 外部連結
- 濱邊美波官方網站 - 東宝藝能（日語）
- 舊官方網站
- 經紀公司個人介紹頁 （页面存档备份，存于）（日語）
- 濱邊美波的X（前Twitter）（日語）
- 濱邊美波的Instagram帳戶（日語）
- 濱邊美波 官方部落格 （页面存档备份，存于） - LINE BLOG（日語）
- 濱邊美波在互联网电影资料库（IMDb）上的資料（英文）